# دیوید بارال
دیوید بارال (انگلیسی: David Barral؛ زادهٔ ۱۰ مهٔ ۱۹۸۳) بازیکن فوتبال اهل اسپانیا است.
از باشگاه‌هایی که در آن بازی کرده‌است می‌توان به باشگاه فوتبال رئال مادرید سی، باشگاه فوتبال رئال مادرید، باشگاه فوتبال لوانته، باشگاه فوتبال رئال مادرید کاستیا، باشگاه فوتبال فوئنلابرادا، باشگاه فوتبال الظفره، باشگاه فوتبال اسپورتینگ خیخون، باشگاه فوتبال گرانادا، و باشگاه فوتبال اردواسپور اشاره کرد.